# Вестник финансов, промышленности и торговли
«Вестник финансов, промышленности и торговли» — журнал, выходивший в Санкт-Петербурге с 1885 по 1917 годы. Официальный орган министерства финансов и министерства торговли и промышленности. Освещал «экономическую деятельность правительства и министерства финансов и министерства торговли и промышленности в особенности». Печатал статьи на экономические темы, посвященные России и странам Европы. Большое место занимала статистика.

## История
Предшественником «Вестника» являлся «Указатель правительственных распоряжений по министерству финансов», который выходил в Санкт-Петербурге еженедельно с 1865 по 1884 годы. Редактировал «Указатель» с 1865 года А. К. Корсак, в 1866—1867 — Н. Юханцев, далее — А. Б. Бушен и с 1883 года — А. К. Веселовский. В журнале публиковались официальные сведения по министерству финансов: правительственные распоряжения, движение по государственной службе, текущие сведения о русских и иностранных финансах, промышленности и торговле. В 1885 года журнал был преобразован в «Вестник финансов, промышленности и торговли». В «Вестнике» перестали публиковаться правительственные распоряжения и передвижения по государственной службе, всё внимание целиком и полностью было уделено текущим сведения о русских и иностранных финансах.